# Куулар, Мерген Германович
Мерген Германович Куулар (род. 15 сентября 1987, Солчур, Тувинская АССР) — хоомейжи, заслуженный артист Республики Тыва (2009).

## Биография
Родился 15 сентября 1987 года в селе Солчур Овюрского района Тувинской АССР в семье известного хоомейжи Германа Куулара. С детства активно участвовал в общешкольных культурных мероприятиях, районных и республиканских фестивалях. Ещё будучи первоклассником, начал участвовать в республиканских детских конкурсах «Хамнаарак». Окончив Дус-Дагскую среднюю школу, в 2005 году Мерген Куулар поступил на факультет английского Тувинского государственного университета. В студенческие годы начал сочинять песни, его звонкий голос и хоомей стали визитной карточкой. Он — лауреат Всероссийского фестиваля студенческого творчества — в 2008 году получил Грант Президента Российской Федерации В. В. Путина. Является активным участником Международных симпозиумов с 2003 года. В 2007 году по приглашению продюсера Шанталья Ларгьера из Парижа, профессора Анри Лекомнта Мерген Куулар выступал во Франции в составе 30 музыкантов из Сибири, в 2014 году по приглашению шамана Лазо Довуевича Монгуша выступал в Латинской Америке. Окончив ТувГУ, в 2010 году начал педагогическую деятельность в средней школе села Хандагайты преподавателем английского языка и преподавателем класса хоомей в ДШИ им. Ирбен-оола Тюлюша. Входит в число ста лучших выпускников Тувинского государственного университета.

## Награды и звания
- Гран-при Республиканского детского конкурса «Хамнаарак» (2001; как обладатель Гран-при отдыхал в детском лагере «Океан».[1])
- Гран-при Республиканского детского конкурса горлового пения «Сарадак» (2002)
- Гран-при Международного фестиваля «Сыгыт-хоомей Овур черде» (2009)
- Лауреат Всероссийского фестиваля студенческого творчества (2008)
- Заслуженный артист Республики Тыва (2009)[3]
- Гран-при Международного фестиваля «Сыгыт-хоомей Овур черде» (2014)
- Гран-при Международного конкурса горлового пения «Дембилдей 2017» (2017)[4]